# ق مثل قوش
ق مثل قوش (به انگلیسی: H is for Hawk) شرح حال نوشته شده توسط نویسنده انگلیسی هلن مک دونالد که برنده جوایز مختلفی از جمله جایزه ادبی ساموئل جانسونو جایزه ادبی کاستا شده‌است.

## جوایز و افتخارات
- ۲۰۱۴ جایزه ادبی ساموئل جانسون[۱]
- ۲۰۱۴ جایزه ادبی کاستا[۲]
- ۲۰۱۴ جایزه داف کوپر[۳]
- ۲۰۱۵ جایزه وین رایت[۳]
- ۲۰۱۵ مدال اندرو کارنگی[۴]
- ۲۰۱۶ جایزه بهترین کتاب خارجی[۵]